# Liga Provincial de Fútbol del Callao 1954
La edición número 12° de la Primera División Provincial del Callao, se realizó en el año de 1954. En ella participó los clubes chalacos que militaban en la  temporada 1952. Adicionalmente, los equipos ascendidos de la Segunda División Provincial.

## Historia
En el año 1954 se lleva acabao el campeonato de la Liga Provincial de Fútbol del Callao,  sus respectivas divisiones: primera, segunda y tercera división. 
En la presente edición participa los equipos chalacos de la temporada pasada. Además se incluyen los equipos campeones de la Segunda División Provincial de 1952 y 1953, Chim Pum Callao y Sport Dinámico respectivamente.
El club Chim Pum Callao logra el campeonato de la primera división provincial. A su vez, participa en la  Liguilla de Ascenso a Segunda División, para obtener el cupo a la  Segunda División profesional. 

## Equipos participantes
- Chim Pum Callao - Campeón
- Atlético Barrio Frigorífico
- Sport Dinámico
- Telmo Carbajo
- Sportivo Palermo
- San Lorenzo de Almagro (Callao)
- Atlético Deportivo Olímpico
- Jorge Washington
- Deportivo Colonial
- White Star - desciende

## Nota
- Durante los años 1951 al 1953, la Federación Peruana de Fútbol decretó que no se produzcan descensos ni ascensos entre la Segunda División profesional[2] y entre las ligas provinciales de Lima y del Callao. El objetivo fue hacer las reformas para separar el fútbol profesional y del amateur.
- En la temporada 1953, no se realizó el campeonato de primera división provincial.